# 禹州市
禹州市，简称“禹”、“钧”，古称“阳翟”、“颍川”、“钧州”。位于中国河南省中部，伏牛山脉和豫东平原过渡带，是河南省县级市，中原城市群南缘的中心城市，国家卫生城市、国家园林城市、中国生态魅力市、中国文明城市。总面积1,472平方公里，中心城区面积114平方公里，全市总人口126.98万，市区常住人口47万人，城镇化率达到52%。
禹州市被誉为华夏第一都，以钧瓷文化、大禹文化、中医药文化著称。历史上，这里是中国第一个奴隶制王朝——夏朝的建都地、中国“五大名瓷”之钧瓷的唯一产地，明清时期全国四大中药材集散地之一，素有“夏都”、“钧都”、“药都”之称。境内现存地面历史文化遗存2420处，位列全省县级市第一，是河南省首批文化改革发展试验区；拥有国家、省、市、县级文物保护单位110处，为河南省首批历史文化名城，“中国陶瓷文化之乡”、“中国大禹文化之乡”、“中国陶瓷历史文化名城”、“中国中原瓷都”。
禹州市是中国优秀旅游城市，现有神垕古镇、河南大鸿寨国家森林公园、中国钧瓷文化园、禹州钧官窑址博物馆等国家AAAA级景区；
禹州位于中原经济区核心区，北距省会郑州80公里、距郑州新郑国际机场60公里，毗邻郑州航空港经济综合实验区；禹亳铁路实现了禹州与京广、京九、京沪、焦枝铁路大动脉的直接连通，郑渝高铁在禹州按地级站标准设站。2020年，全市生产总值完成849.6亿元，增长3.1%；在2018年中国中小城市综合实力评价中，禹州市位居“中国中小城市综合实力百强县”第49位。2018入选全国综合实力百强县市、全国投资潜力百强县市、全国绿色发展百强县市、全国科技创新百强县市以、全国新型城镇化质量百强县市。

## 历史沿革
禹州市历史悠久，夏启在此建立了中国歷史上第一个世襲王朝夏朝。战国时期称阳翟，曾为韩国都城，秦代设潁川郡，后历代称潁州、钧州（因避明神宗万历皇帝朱翊钧讳，遂改称禹州）等。1988年撤县改市，为禹州市。。

### 上古时期
相传大禹治水有功，受封于此。禹之子夏启在此“大享诸侯”建立了中国歷史上第一个世襲王朝夏朝。夏禹境称“夏邑”或“夏国”，亦称“虞国”。《水经注》载：“河南阳翟县有夏亭城，夏禹始封于此，为夏国”。《竹书纪年》载：“夏禹之子夏启，即位夏邑，大享诸侯于钧台，诸侯从之”。后来夏启迁都山西安邑。后，夏少康中兴，又建都于少康城（禹州市顺店镇康城村）。商朝時仍为夏邑，商汤曾将夏禹的后裔封于此。西周武王时，封武王之弟衛康叔于康（禹州市顺店镇康城村）。 

### 春秋战国时期
春秋时期，河南境内有40多个国家。禹境时属郑国，称“栎邑”。
战国时期，韩景侯九年（前400年），韩国被周室承认为诸侯国，建都于此。遂改栎邑为阳翟。韩哀侯二年（前375年），韩灭郑，迁都于郑（河南省新郑市）。韩懿侯五年（前370年）又从新郑迁回阳翟定都。

### 秦汉时期
秦朝始皇二十六年（前221年），秦统一中国，置阳翟一带为颍川郡，郡治阳翟。秦末，项羽、劉邦先后攻占阳翟，并分别封韩室后裔为王，都于此。
西汉高帝五年（前202年），高帝劉邦封韩王信为韩王，都阳翟。翌年韩王信迁故都太原，阳翟复为颍川郡治。汉武帝时，阳翟属豫州颍川郡，郡治阳翟。
东汉光武帝建武元年，阳翟为颍川郡，归豫州，郡治阳翟。

### 三国、兩晉十六國时期
三国时期，魏、蜀、吴三国分治，阳翟属魏。
魏黄初元年（220年），阳翟改属豫州部河南郡，为阳翟县。
晋朝，禹境仍为阳翟县，属司州部河南郡。东晋时阳翟县改为阳翟郡，曾先后属前、后赵，前、后秦和燕。

### 南北朝时期
南北朝时期初，阳翟属南朝劉宋，归豫州，颍川郡寄治睢阳。领阳翟。
北魏孝明帝孝昌二年（526年），阳翟分为阳翟、阳城两郡。东魏孝静帝兴和元年（539年），仍置阳翟郡，原阳翟县划为阳翟、黄台（郭连乡黄台村）两县，均属阳翟郡。

### 隋唐五代时期
隋朝文帝开皇三年（583年），废阳翟郡，以阳翟属襄城郡，隶汝州。炀帝大业元年（605年）黄台县并入颍川县，隶属豫州部襄城郡管辖。
唐朝高祖武德三年（620年），析阳城、嵩阳、阳翟各一部，复置康城县。贞观三年（629年），废康城县，并入阳翟县。唐高宗龙朔二年（662年），阳翟县又改归河南府洛州管辖。唐武宗会昌三年(843年)，阳翟复归许州颍川郡管辖。
五代十国时代后梁时，阳翟县属许州匡国军管辖。后唐、后晋、后汉、后周四代（923—960年），阳翟县均属西京下属的许州忠武军管辖。

### 宋元时期
宋金时期 阳翟县属于颍昌府管辖。宋靖康元年(1126年)，金兵入主中原，宋室南迁。阳翟县归金管辖。其间名称多变，建置归属复杂。
金朝大定二十二年（1182年），颍顺军升为颍顺州，隶属南京路管辖（當時南京即河南省开封市）；并设阳翟县为“附郭县”。大定二十四年（1184年），因境内有钧台旧址，颍顺州更名为“钧州”，仍属南京路。元朝仍沿钧州建置，治阳翟。元世祖至元二年（1265年），原隶郑州的新郑、密县亦改属钧州。

### 明清时期
明朝 明初仍为钧州，归开封府管辖。明神宗万历三年（1575年），因避皇帝朱翊钧讳，钧州改为“禹州”。明崇祯十六年（1643年），正月，李自成第二次攻下禹州，遂在禹州设均平府，改禹州为均平县。
清朝 清顺治二年（1645年），仍设禹州，归开封府管辖。清雍正二年(1724年)，升禹州为直隶州，领新郑、密县二县。清雍正十三年（1735年），禹州由开封府改为许州府管辖。清乾隆六年(1741年)，禹州复改归开封府管辖。

### 現代
1913年3月1日，禹州降为禹县，隶豫东道。1914年6月2日，改隶开封道。1932年9月27日，改属河南第一行政督察区。1946年河南又划成12个区，禹县属第一区。1945年以后，共产党曾分别在禹县、郏县交界设禹郏县；在城北扒村一带设禹北县；在禹县、密县和新郑交界设密禹新中心县；1948年在许昌、禹县交界设许西县。存在时间较短，多未形成真正的建置和辖区。
中華人民共和國成立後，仍设禹县，先后隶属河南省许昌专署和许昌市。1988年6月25日，国务院批准禹县改为禹州市，为省直辖县级市，计划单列。

## 政治

### 现任领导
| 机构     | · 中国共产党 · 禹州市委员会 · 书记 | 禹州市人民代表大会 常务委员会 主任 | 禹州市人民政府 市长 | · 中国人民政治协商会议 · 禹州市委员会 · 主席 | 禹州市监察委员会 主任 |
| -------- | ---------------------------------- | ---------------------------------- | ------------------- | -------------------------------------------- | --------------------- |
| 姓名     | 黄河                               | 赵书欣                             | 陈涛                | 闫冠瑜                                       | 刘璐（女）            |
| 民族     | 汉族                               | 汉族                               | 汉族                | 汉族                                         | 汉族                  |
| 籍贯     | 河南省许昌市                       | 河南省长葛市                       | 河南省鹿邑县        | 河南省禹州市                                 | 河南省长葛市          |
| 出生日期 | 1971年7月（53歲）                  | 1963年7月（61歲）                  | 1980年6月（44歲）   | 1966年2月（59歲）                            | 1968年10月（56歲）    |
| 就任日期 | 2020年5月                          | 2021年3月                          | 2021年3月           | 2021年3月                                    | 2020年6月             |

### 行政区划
全市辖4个街道、20个镇、2个乡、107个社区居委会，572个村民委员会：
颍川街道、夏都街道、韩城街道、钧台街道、火龙镇、顺店镇、方山镇、神垕镇、鸿畅镇、梁北镇、古城镇、无梁镇、文殊镇、鸠山镇、褚河街道、范坡镇、郭连镇、朱阁镇、浅井镇、方岗镇、花石镇、张得镇、苌庄镇、小吕镇、磨街乡和山货回族乡。
此外，设有两个管委会：禹州市城市新区管委会、禹州市产业集聚区管委会。

## 自然地理
禹州市位于河南省中部，处于伏牛山与中部平原交界处，境内有淮河支流潁河穿过。坐标为东经113°03′-113°39′和北纬33° 59′-34° 24′之间，全境东西约55公里，南北约47公里。地域上位于中原经济区核心区，北距省会郑州80公里、距新郑国际机场60公里，毗邻郑州航空港经济综合实验区；东接许昌市（建安区、长葛市），北靠郑州市（新郑市、新密市），西北邻登封市，西及南部连平顶山市（汝州市、郏县、襄城县）。

### 地形地貌
禹州市处于伏牛山余脉与豫东南平原的交接部位，北部、西部为山地丘陵，中部和东南部为冲积平原，整个地势由西北向东南倾斜。海拔由西部的最高点(西大洪寨山)1150.6米，降到东南部的最低点(范坡乡新前一带)92.3米。地貌类型主要有山地、丘陵、岗地和平原。其中平原608.74平方公里，占40.8%；岗地456.55平方公里，占30.6%；丘陵219.32平方公里，占14.7%，山地207.39平方公里，占13.9%。其中水域4.5平方公里。

### 水系
地表水主要来源于天然降水，多年平均降水量650毫米左右，多集中在6月至8月，占年降水量的54%，汛期暴雨强度较大，多年平均径流量2.4亿立方米。加白沙水库平均年来水1.43亿立方米，共为3.83亿立方米。天然降水汇入颍河、涌泉河、兰河、潘家河等，河川年径流总量为0.3亿立方米。
颍河是禹州市境内最大河流。发源于登封市嵩山山脉之阳乾、少室诸山，由西北流向东南，于白沙入禹州市。干流自西北向东南贯穿全境中部，流经花石、顺店、火龙、朱阁、城区、褚河、范坡等乡镇，在范坡乡董庄村注入襄城县境，下游汇入淮河。颍河在禹境流程为59.5公里，流域面积910平方公里，最大洪水流量2230立方米/秒，最大流速每秒四米。境内颍河主要支流自西北向东南方向主要有：涌泉河、潘家河、磨河、龙潭河、书堂河、扒村河、犊水河、小泥河、吕梁河，共九条支流。
涌泉河是禹州市境内第二大河。发源于鸠山镇西大洪寨山南界岭。因源头泉水翻涌东流成河，故名。涌泉河上游多为山谷，故又称谷水河。自西向东流经鸠山镇注入纸坊水库，再东流经顺店镇马楼、南袁庄，在谷水河注入颍河。全长32公里，流域面积188.7平方公里。

### 气候
禹州市属暖温带大陆性季风气候，热量资源丰富，雨量充沛，光照充足，无霜期长,多旱、涝、风、雹等气象灾害。全市四季气候总的特征是：春季干旱多风沙；夏季炎热雨集中；秋季晴和气爽日照长；冬季寒冷少雨雪，历年年平均气温在13.0℃～16.0℃，日照2280小时，年平均降雨量650毫米，无霜期218天。
| 禹州市气象数据（平均数据自1981年统计至2010年，极端数据自1951年统计至2010年） | 禹州市气象数据（平均数据自1981年统计至2010年，极端数据自1951年统计至2010年） | 禹州市气象数据（平均数据自1981年统计至2010年，极端数据自1951年统计至2010年） | 禹州市气象数据（平均数据自1981年统计至2010年，极端数据自1951年统计至2010年） | 禹州市气象数据（平均数据自1981年统计至2010年，极端数据自1951年统计至2010年） | 禹州市气象数据（平均数据自1981年统计至2010年，极端数据自1951年统计至2010年） | 禹州市气象数据（平均数据自1981年统计至2010年，极端数据自1951年统计至2010年） | 禹州市气象数据（平均数据自1981年统计至2010年，极端数据自1951年统计至2010年） | 禹州市气象数据（平均数据自1981年统计至2010年，极端数据自1951年统计至2010年） | 禹州市气象数据（平均数据自1981年统计至2010年，极端数据自1951年统计至2010年） | 禹州市气象数据（平均数据自1981年统计至2010年，极端数据自1951年统计至2010年） | 禹州市气象数据（平均数据自1981年统计至2010年，极端数据自1951年统计至2010年） | 禹州市气象数据（平均数据自1981年统计至2010年，极端数据自1951年统计至2010年） | 禹州市气象数据（平均数据自1981年统计至2010年，极端数据自1951年统计至2010年） |
| 月份                                                                         | 1月                                                                          | 2月                                                                          | 3月                                                                          | 4月                                                                          | 5月                                                                          | 6月                                                                          | 7月                                                                          | 8月                                                                          | 9月                                                                          | 10月                                                                         | 11月                                                                         | 12月                                                                         | 全年                                                                         |
| ---------------------------------------------------------------------------- | ---------------------------------------------------------------------------- | ---------------------------------------------------------------------------- | ---------------------------------------------------------------------------- | ---------------------------------------------------------------------------- | ---------------------------------------------------------------------------- | ---------------------------------------------------------------------------- | ---------------------------------------------------------------------------- | ---------------------------------------------------------------------------- | ---------------------------------------------------------------------------- | ---------------------------------------------------------------------------- | ---------------------------------------------------------------------------- | ---------------------------------------------------------------------------- | ---------------------------------------------------------------------------- |
| 历史最高温 °C（°F）                                                          | 20.8 (69.4)                                                                  | 23.9 (75.0)                                                                  | 27.5 (81.5)                                                                  | 35.4 (95.7)                                                                  | 40.3 (104.5)                                                                 | 40.1 (104.2)                                                                 | 40.4 (104.7)                                                                 | 38.5 (101.3)                                                                 | 37.6 (99.7)                                                                  | 34.9 (94.8)                                                                  | 28.3 (82.9)                                                                  | 22.8 (73.0)                                                                  | 40.4 (104.7)                                                                 |
| 平均高温 °C（°F）                                                            | 6.3 (43.3)                                                                   | 9.5 (49.1)                                                                   | 14.5 (58.1)                                                                  | 21.6 (70.9)                                                                  | 27.1 (80.8)                                                                  | 31.8 (89.2)                                                                  | 26.8 (80.2)                                                                  | 25.4 (77.7)                                                                  | 20.9 (69.6)                                                                  | 21.8 (71.2)                                                                  | 14.7 (58.5)                                                                  | 8.4 (47.1)                                                                   | 19.1 (66.3)                                                                  |
| 日均气温 °C（°F）                                                            | 0.7 (33.3)                                                                   | 3.6 (38.5)                                                                   | 8.5 (47.3)                                                                   | 15.4 (59.7)                                                                  | 20.9 (69.6)                                                                  | 25.6 (78.1)                                                                  | 26.8 (80.2)                                                                  | 25.4 (77.7)                                                                  | 20.9 (69.6)                                                                  | 15.4 (59.7)                                                                  | 8.5 (47.3)                                                                   | 2.7 (36.9)                                                                   | 14.5 (58.2)                                                                  |
| 平均低温 °C（°F）                                                            | −3.7 (25.3)                                                                  | −1.2 (29.8)                                                                  | 3.2 (37.8)                                                                   | 9.4 (48.9)                                                                   | 14.9 (58.8)                                                                  | 19.8 (67.6)                                                                  | 22.8 (73.0)                                                                  | 21.7 (71.1)                                                                  | 16.5 (61.7)                                                                  | 10.4 (50.7)                                                                  | 3.4 (38.1)                                                                   | −1.9 (28.6)                                                                  | 9.6 (49.3)                                                                   |
| 历史最低温 °C（°F）                                                          | −16.9 (1.6)                                                                  | −18.8 (−1.8)                                                                 | −7.7 (18.1)                                                                  | −1.1 (30.0)                                                                  | 3.0 (37.4)                                                                   | 11.0 (51.8)                                                                  | 15.9 (60.6)                                                                  | 11.5 (52.7)                                                                  | 5.3 (41.5)                                                                   | −1.4 (29.5)                                                                  | −8.5 (16.7)                                                                  | −12.2 (10.0)                                                                 | −18.8 (−1.8)                                                                 |
| 平均降水量 mm（）                                                            | 7.8 (0.31)                                                                   | 11.8 (0.46)                                                                  | 27.1 (1.07)                                                                  | 31.8 (1.25)                                                                  | 67.4 (2.65)                                                                  | 81.9 (3.22)                                                                  | 165.4 (6.51)                                                                 | 138.7 (5.46)                                                                 | 67.1 (2.64)                                                                  | 41.8 (1.65)                                                                  | 23.9 (0.94)                                                                  | 10.0 (0.39)                                                                  | 674.7 (26.55)                                                                |
| 平均相對濕度（％）                                                           | 63                                                                           | 63                                                                           | 65                                                                           | 67                                                                           | 69                                                                           | 67                                                                           | 81                                                                           | 84                                                                           | 79                                                                           | 72                                                                           | 68                                                                           | 63                                                                           | 70                                                                           |
| 来源：中国气象数据网                                                         |                                                                              |                                                                              |                                                                              |                                                                              |                                                                              |                                                                              |                                                                              |                                                                              |                                                                              |                                                                              |                                                                              |                                                                              |                                                                              |

## 人口
根据(河南省)许昌市第七次全国人口普查公报显示：禹州常住人口为1109782人。
2010年第六次全国人口普查禹州市常住人口1131819人。

### 方言
禹州话为河南禹州地区所通行的口语，是中原官话的一种小片方言，属于汉藏语系-汉语语族-中原官话-郑汴片。
禹州话有24个声母，44个韵母和4个声调；7个舌面元音音位，2个舌尖元音音位和1个卷舌元音音位 。禹州话具有北方方言的一些共同特点，但也有与普通话不同的特点，有很多特色词语，地方特色较浓。

## 交通

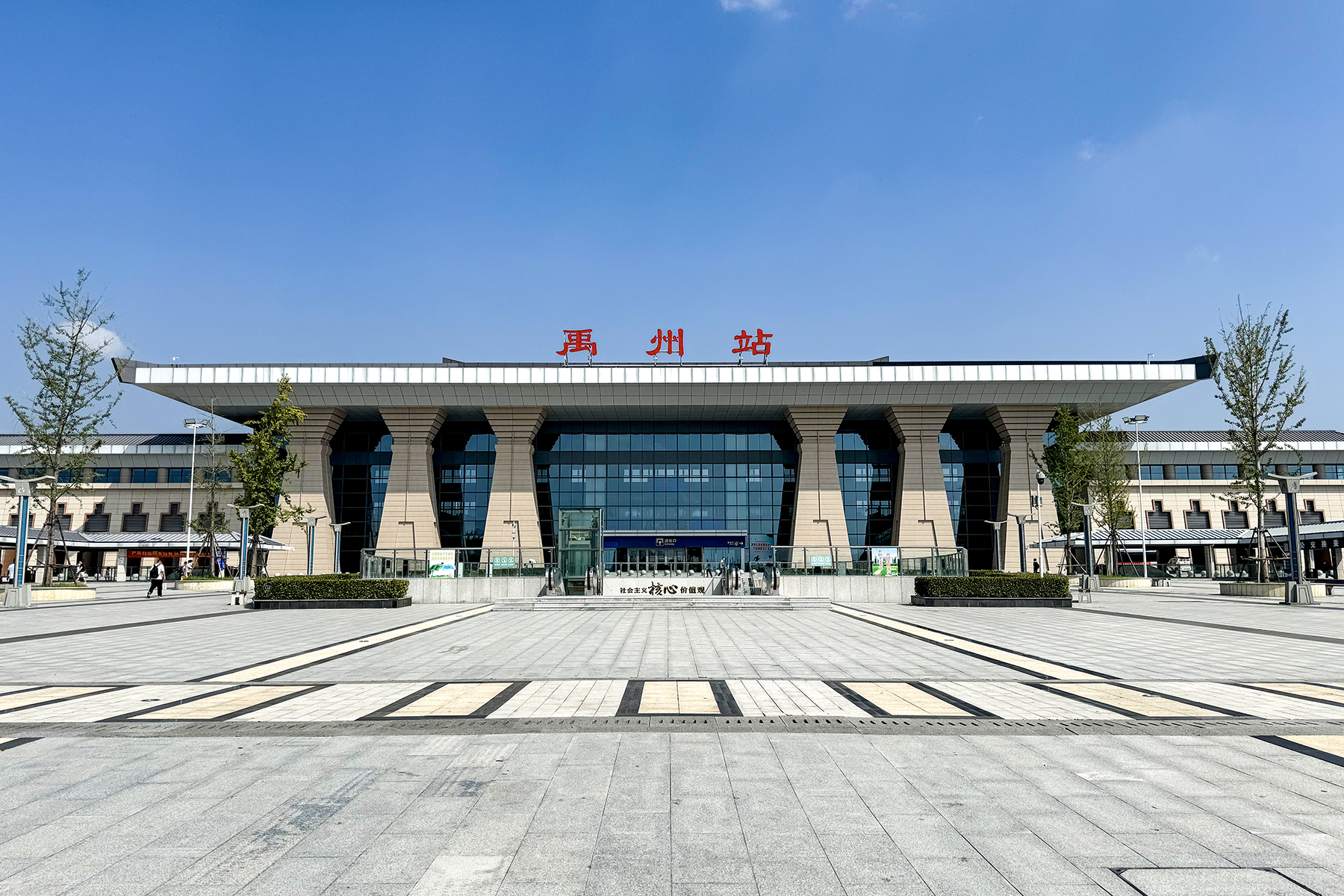
禹州站

### 货运铁路
禹州东邻 京港澳高速和京广铁路，西邻焦柳铁路，南有平禹准轨铁路，禹登铁路贯穿西北部，禹亳准轨铁路实现了禹州与京广、京九、京沪、焦柳铁路大动脉的直接连通。

### 高铁
2019年12月1日通车的国家“十二五”规划的重要客运专线郑渝高速铁路在禹州按地级站标准设禹州站，结束禹州不通客运列车的历史。

### 公路
234国道、 103省道、 237省道与 郑栾高速、 盐洛高速两条高速公路纵横交汇、贯穿全境，形成了四通八达的交通运输网络。全市公路通车里程2500公里，城市道路总长超过150公里，公路网密度达到每百平方公里170公里，乡镇和行政村公路通达率100%。

### 航空
禹州市政府与重庆顶鼎商务航空有限公司签订投资16亿元的通用航空民用机场，项目按照通用2级标准规划布置禹州通用机场，选址中心城区东部省道连接线西侧。

## 经济
禹州市为河南省的经济强县。2022年，禹州市的国内生产总值达926.93亿元，人均生产总值83,620元，位列当年全国中小城市综合实力百强县市第72位。

### 工业
工业经济形成了能源、建材两大传统主导产业，装备制造、中医药两大接续主导产业，钧陶瓷、发制品、铸造、食品等特色优势产业，全市规模以上工业企业447家，股权交易中心挂牌交易企业21家，“新三板”上市企业3家。

### 农业
农业经济形成了中药材种植加工、红薯种植加工、畜牧养殖三大产业，全市中药材种植面积40万亩，红薯种植面积35万亩，拥有全国面积最大的迷迭香标准化种植基地和河南省唯一一家国家级中药材专业市场，是全国产粮大县、粮食核心区主产县、生猪调出大县和中药材加工示范基地。

### 其他产业
服务业，商贸流通、房地产、通信、金融保险等产业不断发展，禹州市特色商业区被评为河南省二星级服务业“两区”。

## 文化

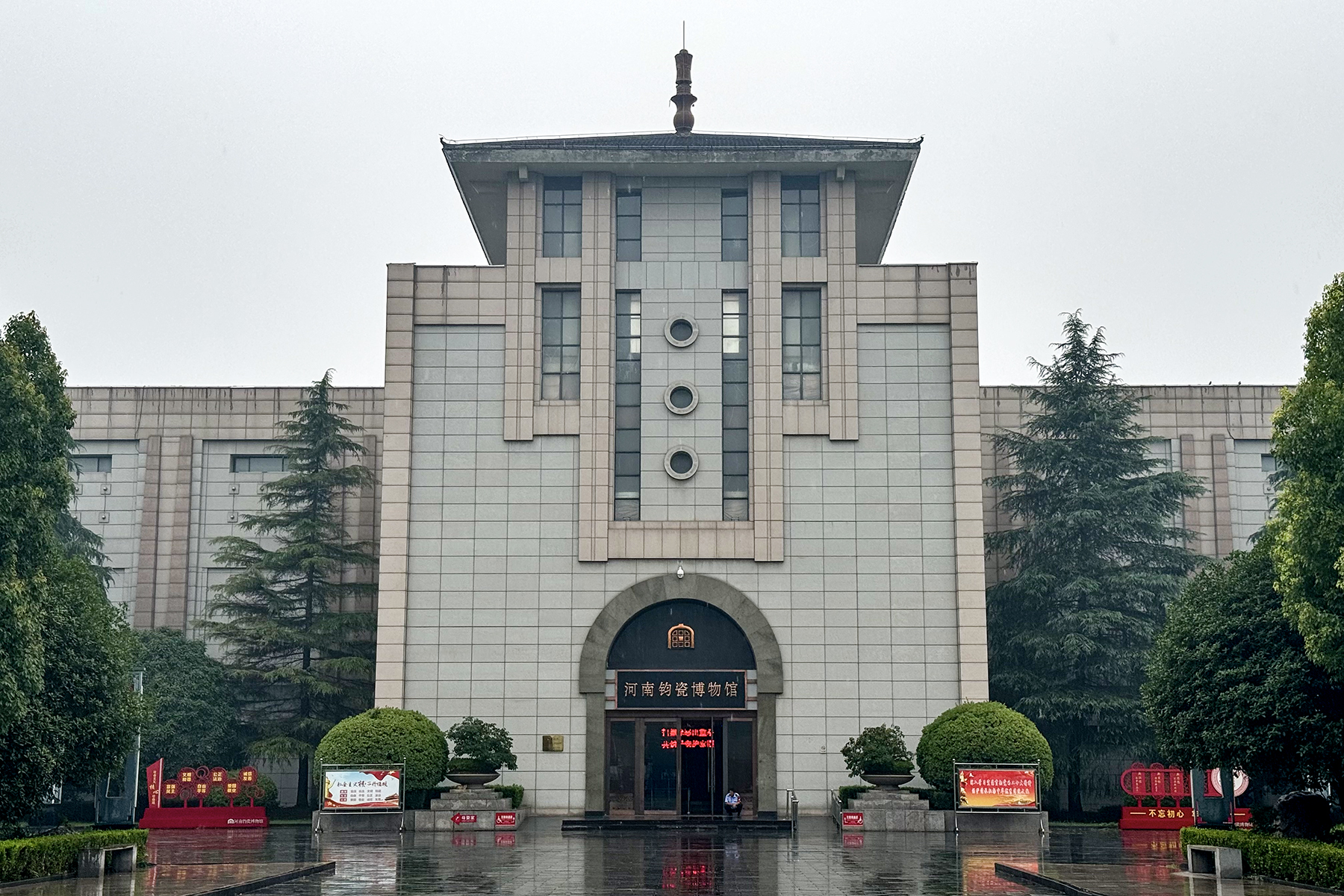
禹州钧官窑址博物馆

- 禹州的夏禹文化、钧瓷文化、中药文化源远流长，中国“五大名瓷”之一——钧瓷的唯一产地，同时也是明清时期全国四大中药材集散地之一，素有“夏都”“钧都”“药都”之称。
- 拥有国家、省、市、县级文物保护单位110处，拥有国家非物质文化遗产2项、省级非物质文化遗产8项。
- 拥有全国唯一的钧官窑址博物馆、河南省首家县级体育馆、河南省唯一的县级科技馆和国家一级图书馆。

### 夏都文化
- 《辞海》中这样释义：钧台一名“夏台”，在今河南省禹县南。《左传·昭公四年》记载，夏启有钧台之享。《禹州市志》有，钧台，又名夏台。原在三峰山东。《竹书纪年》载：夏禹之子夏启“即帝位于夏邑，大飨诸侯于钧台，诸侯从”。钧台之飨是一次重要朝会，标志着中国第一个奴隶制国家正式建立[26]。

### 钧都文化
- “古钧台”就是夏代的“天安门”。钧取天之中、地之中之意。有文献记载，“禹分天下为九州，豫为天地之中。”正所谓，得中原者得天下，得天下者谓之钧，权力的中心谓之钧，帝王的尊称谓之君，夏王朝又建在天地之中。于是，便在天地之中之地建造了钧台。钧台也就成为了天地之中的标志性建筑[26]。
- 钧瓷始于五代，盛于宋代晚期，独产于河南省禹州市，因禹州建有夏朝举行开国大典的钧台而得名。北宋徽宗年间，钧瓷达到了登峰造极的鼎盛时期，作为当时的皇宫御器品，皇家限制民间生产钧瓷，钧台窑为宫廷烧制的御用品中不合格的残次品一律砸碎深埋，禁止在民间流传，故有“黄金有价钧无价”[27]、“纵有家财万贯 不如钧瓷一片”[28]的美誉。

### 药都文化
- 唐代药王孙思邈长期游居禹州行医采药，著书立说，用半生精力，著就《备急千金要方》、《千金翼方》两部著名的医学著作。相传凡来禹州经药行医之人，只要到此瞻仰一下“药王”圣容，敬香跪拜一下“药王”神像，种药发家，卖药发财，给人治病十治九愈，所以民间就有“药不到禹州不香，医不见药王不妙”之说。[29]
- 明代，开国皇帝朱元璋登基后，结发之妻马秀英封开国皇后。其弟马兰为躲避元末战乱逃至钧州，在药铺学医谋生，潜修医道数年，成为名医。后几经周折，姐弟重逢，即召入宫封官赐爵。为表彰钧州收养国舅有功，又闻钧州药市之盛境，下旨钦定钧州为全国药材集散地，诏令各地药商来禹集结。
- 清康熙二十五年（1686年），禹州知州刘国儒多方招来外地药商另起药市于禹之南街，招至邻邦县、市药商纷纷来禹设店经营。乾隆二十七年（1762年），药市会期由每年一次，改为春、秋、冬一年三次。随着禹州药材市场规模化的形成，在药市鼎盛时期，禹州常住人口逾十万，70%以上靠药市谋生，靠药市致富，药商多达1200多户，从业人员三万余人，年吞吐药材折合白银五百万两。当时禹州日进斗金，富冠海内，为华夏一颗灿烂的明珠。[29]
- 进入新时期以来，标准化的中药材生产规模也进一步扩大，通过国家GAP认证的药材基地数量逐年增加，在中药材贸易中的影响力愈加增强，被批准为“全国中药饮片配送中心”，年交易额居全国第三位。1996年禹州成为经国家中医药管理局、卫生部、国家工商行政管理局审核批准设立的全国17家标准化、规范化的国家级中药材专业市场[30]之一，也是河南唯一的国家级中药材专业市场。

## 特产

### 钧瓷
禹州是中国瓷器重要发祥地，其陶艺制作已有1700多年历史，而钧瓷又以其贵、神、奇、妙四大特点堪称瓷中极品，凭借其古朴的造型、精湛的工艺、复杂的配釉、“入窑一色出窑万彩”的神奇窑变，湖光山色、云霞雾霭、人兽花鸟虫鱼等变化无穷的图形色彩和奇妙韵味，被誉为中国“五大名瓷”之首，素有“黄金有价钧无价”、“家有万贯，不如钧瓷一片”之说。

### 药材
禹州地理气候优越，盛产动、植、矿物药材1084种。唐朝药王孙思邈曾长期游居禹州，行医采药、著书立说，孙思邈去世后，禹州人民在西关购地建“药王阁”永久纪念。禹州的中药文化自此开始繁荣。禹白芷、禹南星、禹白附、豫西丹参四种道地药材取得国家原产地域地理标志保护，在全国名列前茅。两年一度的「中国·禹州药王孙思邈国际医药文化节暨中医药交易大会」为禹州带来了丰厚收益。

## 能源
禹州资源丰富，能源充沛。境内煤炭、石灰石、铝矾土、陶土等矿产资源30余种，其中煤炭保有储量16.4亿吨，远景储量90亿吨，是全国重点产煤县（市）和商品煤生产基地之一，被国务院列入全国成长类资源型城市。水泥灰岩储量45.91亿吨；铝矾土矿蕴藏量约2亿吨。电力能源充足，火电装机容量达202万千瓦；水资源丰富，有大、中、小型水库35座，总库容3.72亿立方米，南水北调中线工程每年为禹州分配水量3780万立方米；西气东输一线、二线工程途径禹州，燃气供应充足。

## 旅游资源

### 全国重点文物保护单位
- 钧台钧官窑遗址
- 瓦店遗址
- 扒村窑址
- 后汉皇陵
- 周定王陵
- 坡街关王庙大殿
- 禹州天宁万寿寺
- 怀帮会馆
- 后汉皇陵

### 河南省文物保护单位
- 义勇武安王大殿（含附近石碑）
- 石经幢
- 神垕镇（伯灵翁庙戏楼）
- 禹州文庙（禹州文庙大成殿）
- 阎寨遗址
- 吴湾遗址
- 明周王墓（周定王陵）
- 柏山文峰塔
- 禹州城隍庙
- 龙池花牌坊
- 十三帮会馆
- 天王安乐寨
- 清流社学故址
- 雍梁故城
- 古钧台（含禹王庙大殿）
- 杨氏民居
- 郭氏民居
- 长春观大殿
- 宋聘三故居
- 神垕古民居

### 国家4A级旅游景区[33]
- 中国禹州钧官窑址博物馆[34]
- 大鸿寨景区[35]
- 中国钧瓷文化园[36]
- 神垕古镇[37]

### 国家3A级旅游景区
- 禹州森林植物园[38]
- 禹州市天宝钧瓷文化园景区[37]
- 张家庄红河谷景区
- 盛田百年粉坊

### 国家级水利风景区
- 颍河水利风景区
- 白沙湖风景区

### 神垕古镇
神垕镇位于禹州市西南30公里处，地处伏牛山余脉群峰怀抱之中，东有凤翅山，南有大刘山，西有凤阳山，北有乾鸣山。该镇由天保寨、望嵩寨、邓禹寨、怡园寨、威远寨5座古寨构成。

神垕因钧瓷而得名，因陶瓷而兴盛，“神垕”两字曾被四次皇封而声名显赫。历史上是驰名中外的中国钧瓷文化的发祥地，也一直是重要的钧瓷生产地，是五千多年陶瓷文化积淀而成的具有典型区域特色的历史文化名镇，又因窑火千年不熄被国内外旅游专家誉为中国唯一“活着的古镇”，后又被国家有关部门授予“中国历史文化名镇”和“中国首批特色景观旅游名镇”荣誉称号。第十届中国禹州钧瓷文化旅游节（2004年起办，于2009年改为两年一度，与中国·禹州药王孙思邈国际医药文化节暨中医药交易大会交替举办）在此举办。